# Winthagen
Winthagen (Limburgs: Windjhage) is een gehucht in de gemeente Voerendaal in de Nederlandse provincie Limburg. Het gehucht behoort tot de dorpskern Kunrade. 

## Naam
De naam Winthagen is afgeleid van Wennemarus, Wenartzkinderen, Wenartzhagen, Wijnandshagen en ten slotte Windhagen.

## Ligging
Winthagen ligt ten zuiden van Voerendaal en ten noordwesten van Ubachsberg.

## Aantal inwoners
Net als veel andere kleinere kernen in Zuid-Limburg heeft ook Winthagen te maken met afnemende inwoneraantallen.
|                        | 2003 | 2004 | 2005 | 2006 | 2007 |
| ---------------------- | ---- | ---- | ---- | ---- | ---- |
| totaal aantal inwoners | 83   | 80   | 75   | 72   | 67   |
| waarvan mannen         | 45   | 41   | 40   | 37   | 34   |
| waarvan vrouwen        | 38   | 39   | 35   | 35   | 33   |

## Geschiedenis
De bewoning in Winthagen is ontstaan vanuit de pachthoeve Winthagerhof. De hoeve, die een Valkenburgs leen was, wordt reeds vermeld in 1448. De huidige Winthagerhof dateert uit 1721 .
Bij het dorp zijn de resten van zes oude kalkovens gevonden. Deze zijn te zien langs de weg van Kunrade naar Winthagen.
Tijdens de regering van keizer Karel V, in Spanje was hij bekend als koning Carlos I, werd een lijst opgemaakt van alle huizen in deze streken, waarop belasting betaald moest worden, teneinde zijn bloedige oorlogen tegen de reformatie te kunnen bekostigen. Dit was in het jaar 1526. Hieruit blijkt dat in Winthagen toen 7 huizen stonden. In 1869, dus drie en een halve eeuw later, was dit aantal uitgegroeid tot 10.

## Dialect
Winthagen is een taalkundige enclave, omdat hier mouillering voorkomt (vandaar Windjhage en niet Winkhage, zoals in Heerlen). Dit verschijnsel komt veel voor in Midden-Limburgse dialecten en in een aantal Zuid-Limburgse dialecten. De grenzen van dit gebied liggen iets ten zuiden van Sittard. 

## Beschermd dorpsgezicht en monumenten
Winthagen heeft een beschermd dorpsgezicht. Een aantal woningen is/wordt opgeknapt in een stijl die past binnen het beschermd dorpsgezicht. In 2003? heeft de gemeente Voerendaal de bestrating vernieuwd, ook die is nu passend bij het beschermd dorpsgezicht. Zes woningen zijn aangewezen als rijksmonument:
- Winthagen 1, Winthagerhof; hoeve met binnenplaats van Kunradersteen, mergel en baksteen; aan de straat twee puntgevels. Woonhuis met segmentboogvensters en rechthoekige vensters in Naamse steen, 18de en 19de eeuw, en resten van oudere venstertjes en van een rondboogingang; gevelsteen uit 1712 in de puntgevel van mergel. Tegenover de hoeve ligt het Bakkes, het oude bakhuis, dat in 2005 is gerestaureerd.
- Winthagen 2. Hoeve met open binnenplaats; van Kunradersteen, XIX A.
- Winthagen 3. Hoeve met binnenplaats, 18de eeuw; van Kunradersteen met o.a. tweelichtkozijn van mergel.
- Winthagen 4. Haakvormige hoeve van Kunradersteen en vakwerk, 19de eeuw.
- Winthagen 9. Hoeve met Kunradersteen en aan de binnenplaats ook vakwerk, met taustenen rondboogpoort uit 1721. De poort van monument Winthagen 9 is blijkens de steen boven de poort een monument met een lange geschiedenis.
- Winthagen 28. Hoeve van Kunradersteen met vakwerk om binnenplaats. Ankerjaartal 1753 op poortsluitsteen uit 1868.
- De Mariakapel van Winthagen is gebouwd in 1955 en gewijd aan Maria Sterre der Zee. Zowel het ex- als het interieur zijn van Kunradersteen. Het Mariabeeld is gemaakt door de beeldhouwer Jean Weerts. Eén keer per jaar wordt er het kapelfeest georganiseerd, telkens op de eerste zondag van augustus.
- In de buurt staat ook een gietzijzeren wegkruis en een oude waterpomp.
- Kalkoven Winthagen, een van de zes kalkovens van het dorp, de enige die bewaard is gebleven.

## Recreatie
Winthagen is populair bij wielrenners. Omdat Winthagen in een smal dal ligt dat zich ver in het plateau insnijdt, kent het vier interessante beklimmingen, waaronder de Wachelderberg, de zwaarste van het Winthagens kwartet. Direct na het dorpje Winthagen (rijdend in de richting van Ubachsberg en Colmont) draait de weg links steil omhoog tot 14%. Het steile gedeelte is slechts 200 meter lang. De andere hellingen zijn de Koekoeksweg, de Hooggats en de Geerweg. De Geerweg (direct na het dorpje Winthagen rechtsaf) is de meest regelmatige beklimming en leidt naar het volgende gehucht Colmont. De Koekoeksberg gaat omhoog vanuit het dorpje Winthagen. Het eerste deel van de klim wordt gedeeld met de Hooggats, die op een gegeven moment linksaf slaat. Het serieuze klimwerk vindt men op de Koekoeksweg, waar met name het eerste gedeelte het steilst is. Op de Hooggats staat halverwege een kruisbeeld met het toepasselijke opschrift: "Trappegats".
Er lopen diverse wandelroutes door Winthagen; er komen op zondag ook vaak georganiseerde wandeltochten door Winthagen.

## Zie ook

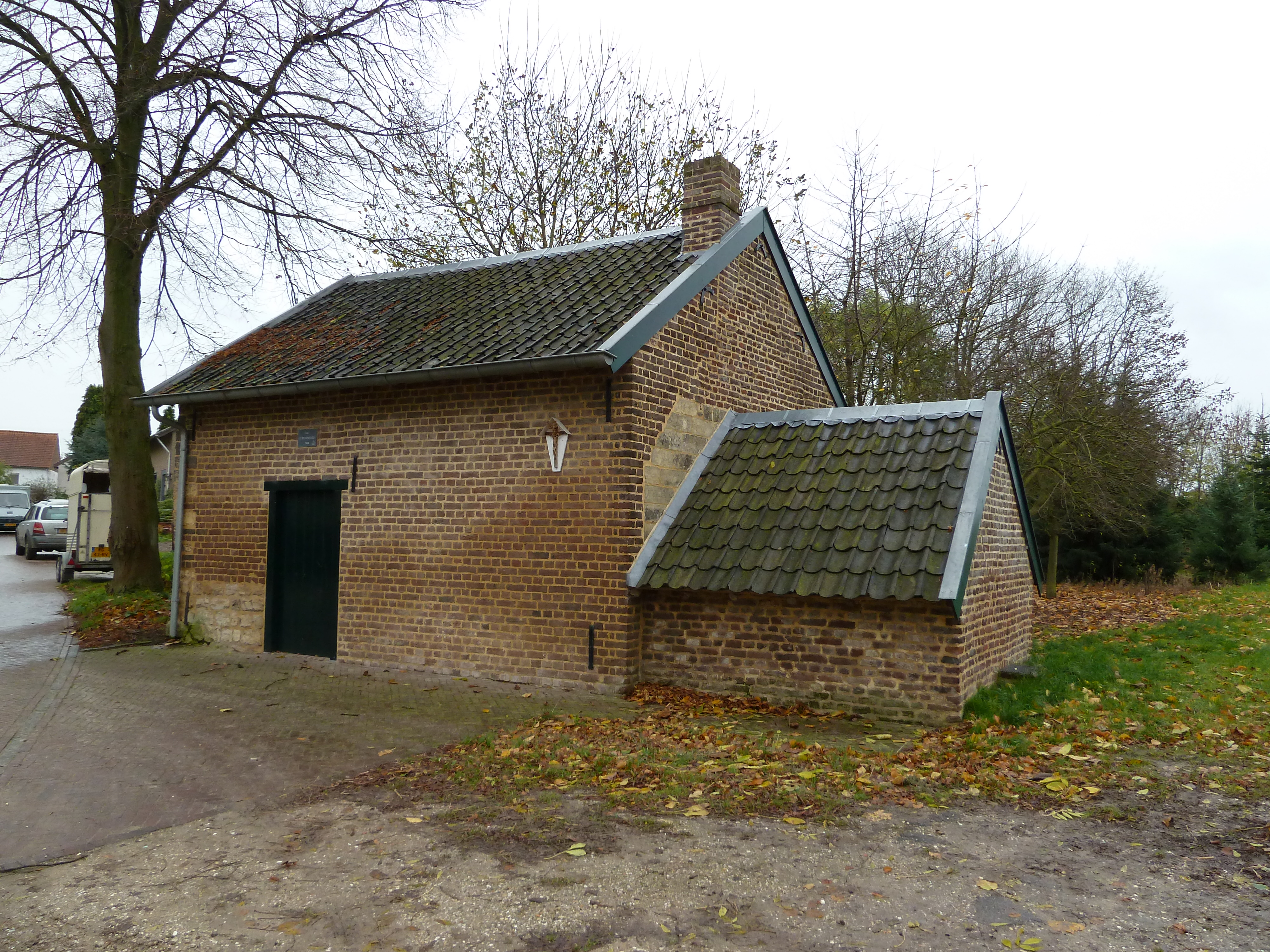
Bakhuis
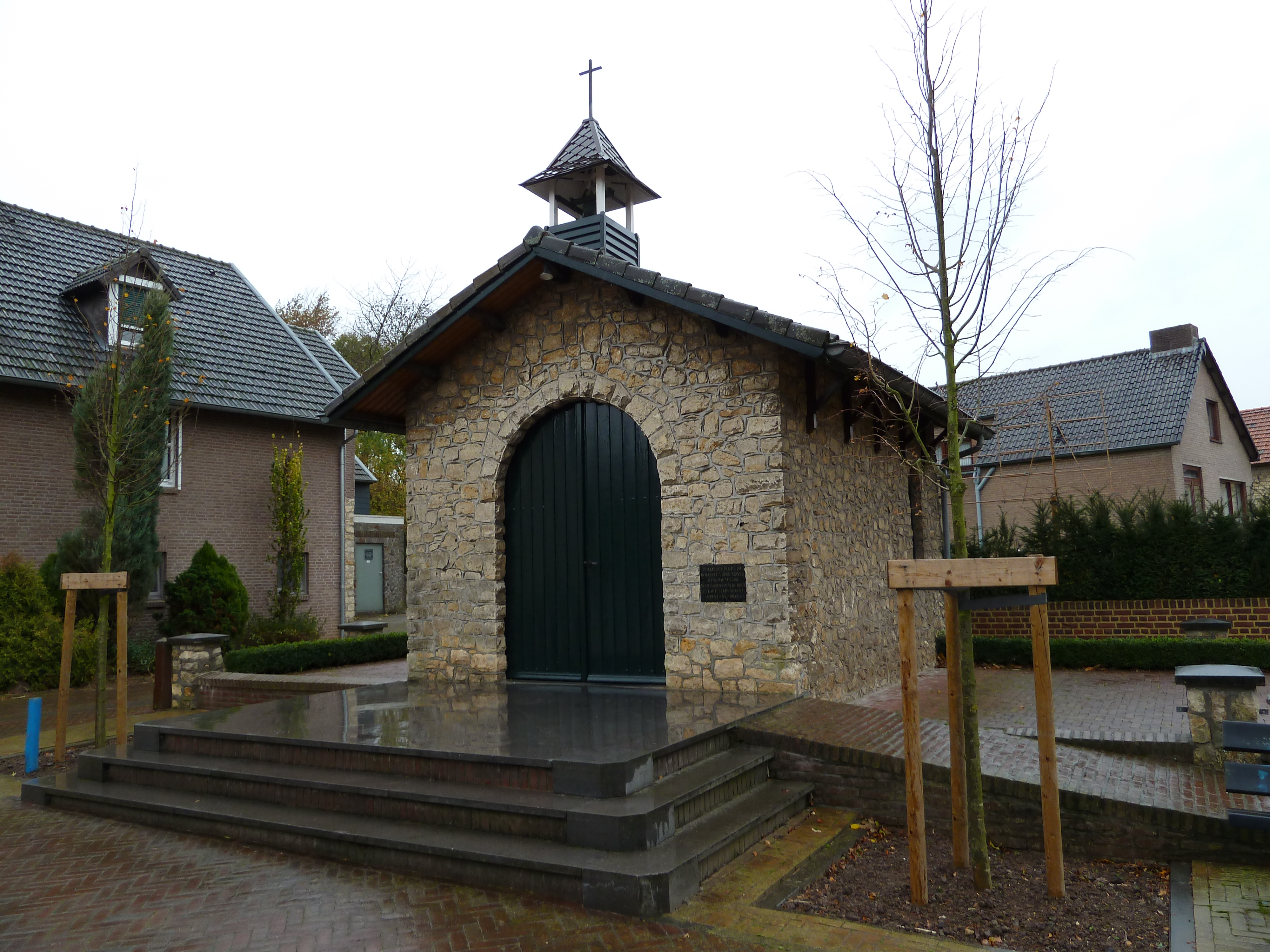
Kapel